# Старий та дівчинка
«Старий та дівчинка» — радянський телефільм 1981 року, знятий на кіностудії «Туркменфільм».

## Сюжет
Телефільм повісті А. Хаїдова "Мій дім-пустеля". Старий чабан переїхав до міста, до сина та невістки. Йому дуже важко звикнути до міського життя. Набути душевного спокою йому допомагає любов і турбота онуки.

## У ролях
- Ата Дурдиєв — старий
- Лейла Гаптелханова — дівчинка
- Гульнабат Аширова — Майса
- Хоммат Муллик — Бяшим
- Ходжадурди Нарлієв — Овез
- Союн Амангельдиєв — роль другого плану
- Аннагуль Аннакулієва — роль другого плану
- Айсалтан Бердиєва — роль другого плану
- Огульджан Мамікова — роль другого плану
- Сона Мурадова — роль другого плану
- Артик Джаллиєв — роль другого плану
- Гельди Сейдієв — роль другого плану
- Айдогди Оразов — роль другого плану
- Тачбібі Гафурова — роль другого плану
- Чари Ходжанов — роль другого плану
- Ата Довлетов — роль другого плану

## Знімальна група
- Сценаристи — Ходжадурди Нарлієв, Марал Нарлієва
- Оператор — Якуб Муратназаров
- Композитор — Реджеп Реджепов